# Montpreveyres
Montpreveyres je obec v západní (frankofonní) části Švýcarska, v kantonu Vaud, v okrese Lavaux-Oron. Žije zde 642 obyvatel.

## Geografie

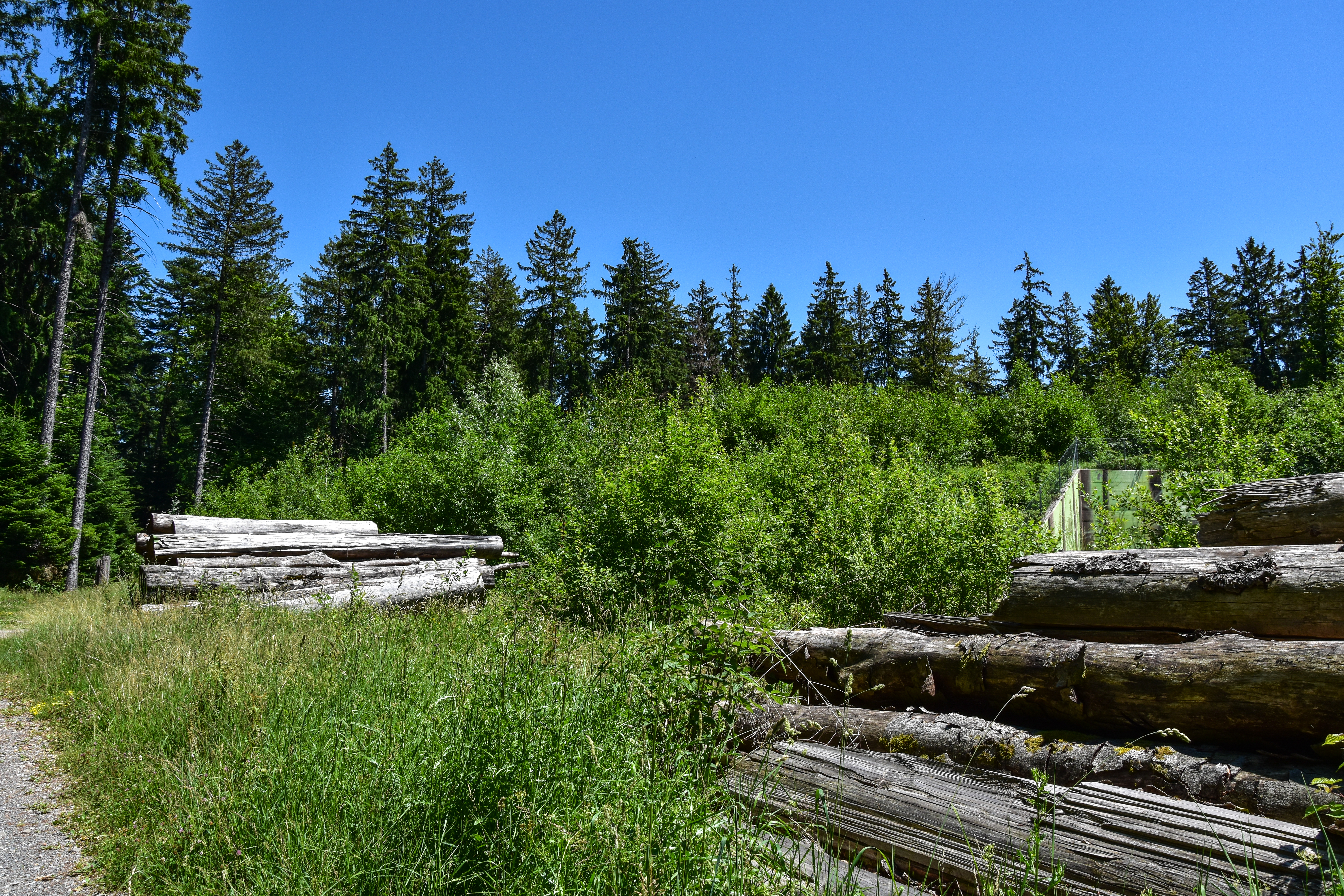
Vrchol hory Montagne du Château

Montpreveyres leží v nadmořské výšce 787 m, vzdušnou čarou 11 km severovýchodně od hlavního města kantonu, Lausanne. Obec leží na východním svahu náhorní plošiny Jorat, severovýchodně od průsmyku Col du Chalet-à-Gobet a západně od údolí řeky Bressonne, ve střední části kantonu Vaud.
Území obce o rozloze 4,1 km² pokrývá část molasové výšiny Jorat. Na východě a jihu tvoří hranici horní tok řeky Bressonne, která je mírně zaříznutá do náhorní plošiny. Odděluje svah Montpreveyres od Bois du Grand Jorat na jihu. Severní hranice probíhá podél Cerjuz, levého přítoku Bressonne. Na západě se území obce rozprostírá nad lesem Bois de Ban a v úzkém pásu až k výšinám Joratu, kde se na Montpreveyres nachází nejvyšší bod, hora Montagne du Château ve výšce 929 m n. m., která je zároveň nejvyšším bodem celého Joratu. Bois du Jorat je rozsáhlá zalesněná oblast, kde pramení řeky Talent a Mentue. V roce 1997 bylo 8 % rozlohy obce pokryto zastavěná plocha, 50 % lesy a lesními porosty a 42 % zemědělstvím.
Montpreveyres zahrnuje osadu Mellette (870 m n. m.) na východních svazích Joratu a několik samostatných farem. Sousedními obcemi Montpreveyres jsou Corcelles-le-Jorat, Ropraz, Jorat-Mézières, Servion, Savigny, Lausanne a Froideville.

## Historie
První písemná zmínka o obci pochází z roku 1167 a nese název Monspresbyteri. Později se objevily názvy Montprevere (1177), Monteproverio (1524) a Montpreverroz (1525). Název místa je odvozen z latinských slov mons (hora) a presbyter (kněz).
Lausannská katedrální kapitula postoupila ve 12. století území kolem Montpreveyres kanovníkům z hospice Velkého Svatého Bernarda. Ti zde založili malé převorství, které bylo rovněž závislé na lausannské katedrální kapitule. Po dobytí Vaudu Bernem v roce 1536 přešlo Montpreveyres pod správu panství Moudon. Po pádu Staré konfederace patřila obec v letech 1798–1803 během Helvétské republiky ke kantonu Léman, který byl poté po vstupu v platnost mediační ústavy sloučen s kantonem Vaud. V roce 1798 byla přiřazena k okresu Oron.
Na počátku 21. století byl učiněn pokus o sloučení Montpreveyres se sousedními obcemi Mézières, Les Cullayes a Servion, který však 15. ledna 2006 ztroskotal kvůli těsnému „ne“ obyvatel Montpreveyres v referendu. Ostatní tři obce hlasovaly pro sloučení.

## Obyvatelstvo
| Rok            | 1850 | 1900 | 1910 | 1930 | 1950 | 1960 | 1970 | 1980 | 1990 | 2000 |
| Počet obyvatel | 256  | 270  | 280  | 263  | 243  | 198  | 265  | 243  | 302  | 373  |

95,2 % obyvatel hovoří francouzsky, 2,4 % německy a 1,1 % albánsky (stav v roce 2000). V roce 1900 žilo v Montpreveyres celkem 270 obyvatel. Poté došlo v důsledku dlouhodobého vystěhovalectví k poklesu až na 198 obyvatel v roce 1960; od té doby počet obyvatel opět prudce vzrostl a během 40 let se zdvojnásobil.

## Hospodářství
Až do druhé poloviny 20. století bylo Montpreveyres vesnicí, která se vyznačovala převážně zemědělstvím. Dnes hraje zemědělství a chov dobytka ve struktuře zaměstnanosti obyvatelstva jen malou roli. Další pracovní místa jsou k dispozici v místních malých podnicích a v sektoru služeb. Díky dobrému dopravnímu spojení se v Montpreveyres v posledních letech usadilo několik firem. Výstavba několika rodinných domů v posledních desetiletích také změnila obec v rezidenční obec. Mnoho pracujících proto dojíždí za prací převážně do Lausanne.

## Doprava
Obec má dobré dopravní spojení. Leží na hlavní silnici č. 1 z Lausanne přes Payerne do Bernu. Montpreveyres je touto hlavní silnicí rozděleno na dvě části, které byly před otevřením dálnice z Bernu do západního Švýcarska silně zatíženy tranzitní dopravou. Montpreveyres je napojeno na síť veřejné dopravy autobusovou linkou 62 společnosti Transports publics de la région Lausannoise, která jezdí z Lausanne do Moudonu. Další autobusová linka jezdí z Montpreveyres do Les Cullayes.